# Spedizione nella Groenlandia orientale del 1932-33

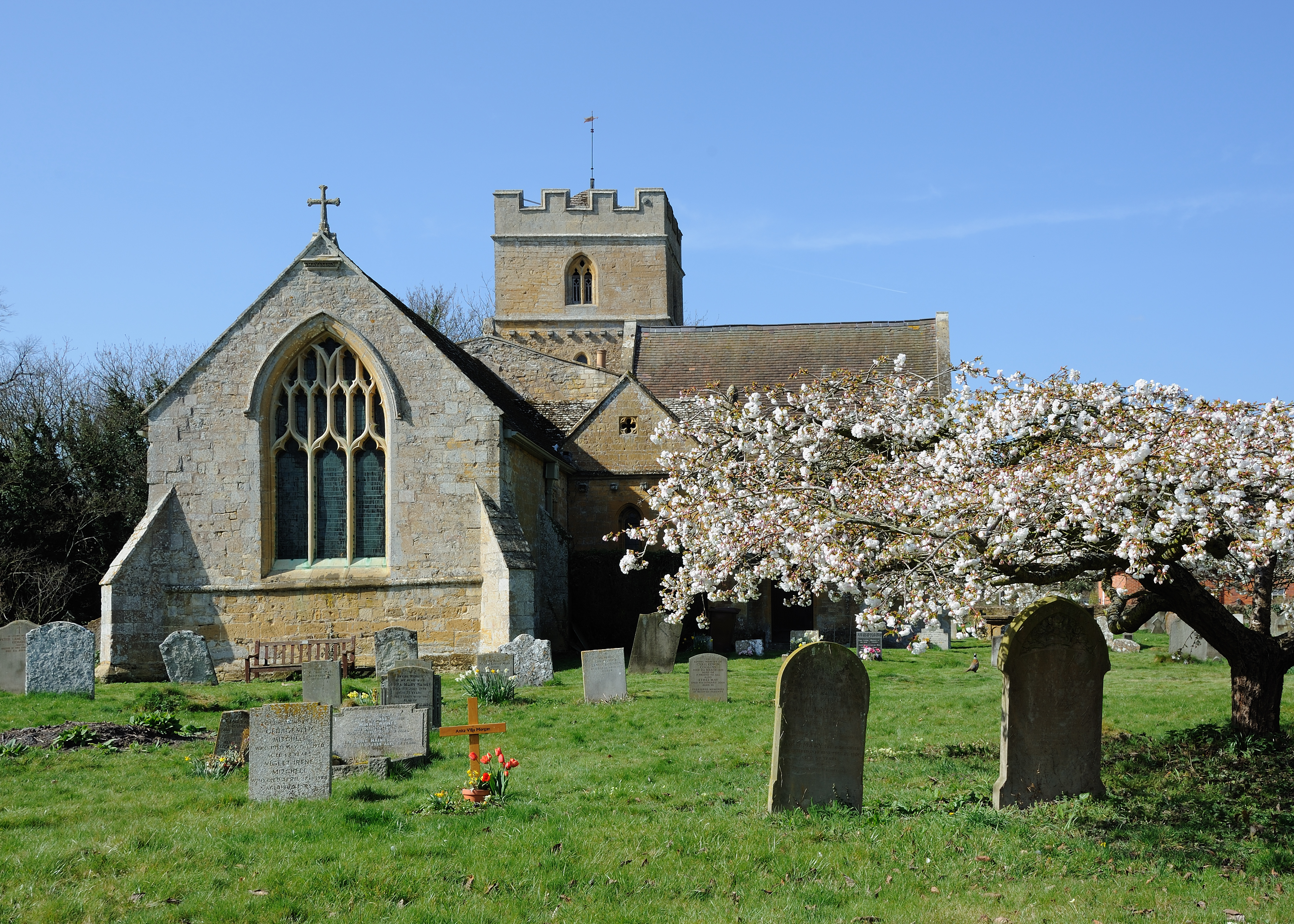
Gino Watkins trovò la morte durante la spedizione nella Groenlandia orientale del 1932-33. I suoi resti non sono mai stati ritrovati, ma nella chiesa di San Pietro, a Dumbleton, nel Regno Unito, è presente un memoriale per lo sfortunato esploratore artico.

La spedizione nella Groenlandia orientale del 1932-33, conosciuta anche come spedizione Pan Am, è stata una spedizione esplorativa artica finanziata privatamente, comandata dapprima da Gino Watkins e, dopo la morte di questi, da John Rymill. La spedizione aveva lo scopo di continuare l'opera della precedente spedizione, chiamata spedizione britannica per una rotta aerea Artica (BAARE), che aveva cartografato sezioni ancora inesplorate della Groenlandia tra l'estate del 1930 e l'autunno del 1931.

## La spedizione
La spedizione nacque come parte di un progetto atto a valutare la possibilità di costruire una base aerea nell'artico ed anche per questo fu interamente finanziata dalla compagnia aerea Pan American Airways.
I membri di questa spedizione, la durata della quale fu inizialmente stabilita in un anno, furono solamente quattro: Gino Watkins (comandante), John Rymill (ricognitore), Frederick Chapman (ornitologo e fotografo) e Quintin Riley (meteorologo). Come detto, il loro scopo era quello di proseguire il lavoro da loro stessi svolto durante la precedente "spedizione britannica per una rotta aerea artica" così come effettuare rilevamenti meteorologici per conto della Pan Am.
L'impresa iniziò nel luglio del 1932. Poco dopo essere arrivato in Groenlandia, il 20 agosto, Watkins perse la vita durante una battuta di caccia alla foca nel fiordo di Tuttilik. Poco dopo la sua partenza per la caccia, i suoi compagni ritrovarono il suo kayak che galleggiava ribaltato, mentre il suo corpo non fu mai ritrovato.
Nonostante questa perdita, i tre uomini rimasti, Chapman, Rymill e Riley, decisero comunque di continuare la spedizione, ma furono costretti a limitare i propri obiettivi. Essi trascorsero quindi l'inverno in Groenlandia e, nonostante le avverse condizioni meteorologiche e innumerevoli difficoltà,  esplorarono una superficie di circa 440 km2 raccogliendo anche diversi campioni di specie appartenenti alla flora e alla fauna locali. In primavera Chapman trascorse un mese presso la comunità inuit di Ammassalik per studiare gli uccelli locali mentre Rymill, nominato comandante dopo la morte di Watkins, e Riley esplorarono la costa al fine di migliorare le preesistenti mappe dell'area. 
La spedizione si concluse alla fine dell'estate del 1933 e i tre membri rimasti raggiunsero Reykjavík il 24 settembre. Da qui presero quindi un piroscafo fino a Kingston upon Hull, tornando nel Regno Unito nell'autunno del 1933.